# Callionymus afilum
Callionymus afilum es una especie de peces de la familia Callionymidae en el orden de los Perciformes.

## Distribución geográfica
Se encuentra en Australia.